# Dan Karabin
Daniel „Dan” Karabin (ur. 18 lutego 1955 w Nitrze) – czechosłowacki zapaśnik walczący w stylu wolnym. Dwukrotny olimpijczyk. Brązowy medalista z Moskwy 1980 i odpadł w eliminacjach w Montrealu 1976. Startował w kategorii 74 kg
Wicemistrz świata w 1982 i piąty w 1983. Dwukrotnie sięgał po medal na mistrzostwach Europy. Tytuł mistrza starego kontynentu wywalczył w 1976. Jedenastokrotny mistrz kraju, w latach 1974, 1975 i 1977-1985.
- Turniej w Montrealu 1976

Pokonał Yakupa Topuza z Turcji i Yu Jae-gwona z Korei Południowej, a przegrał Jugosłowianinem Kiro Ristovem.
- Turniej w Moskwie 1980

Zwyciężył Jugosławianina Kiro Ristova, Rudolfa Marro ze Szwajcarii i Istvána Fehéra z Węgier. Przegrał z Pawłem Piniginem z ZSRR, Dżamcynem Dawaadżawem z Mongolii i w rundzie finałowej z Bułgarem Walentinem Rajczewem.